# Terminalia scutifera
Terminalia scutifera är en tvåhjärtbladig växtart som beskrevs av Jules Émile Planchon och M. Laws.. Terminalia scutifera ingår i släktet Terminalia och familjen Combretaceae. Inga underarter finns listade i Catalogue of Life.